# Quatuor Busch

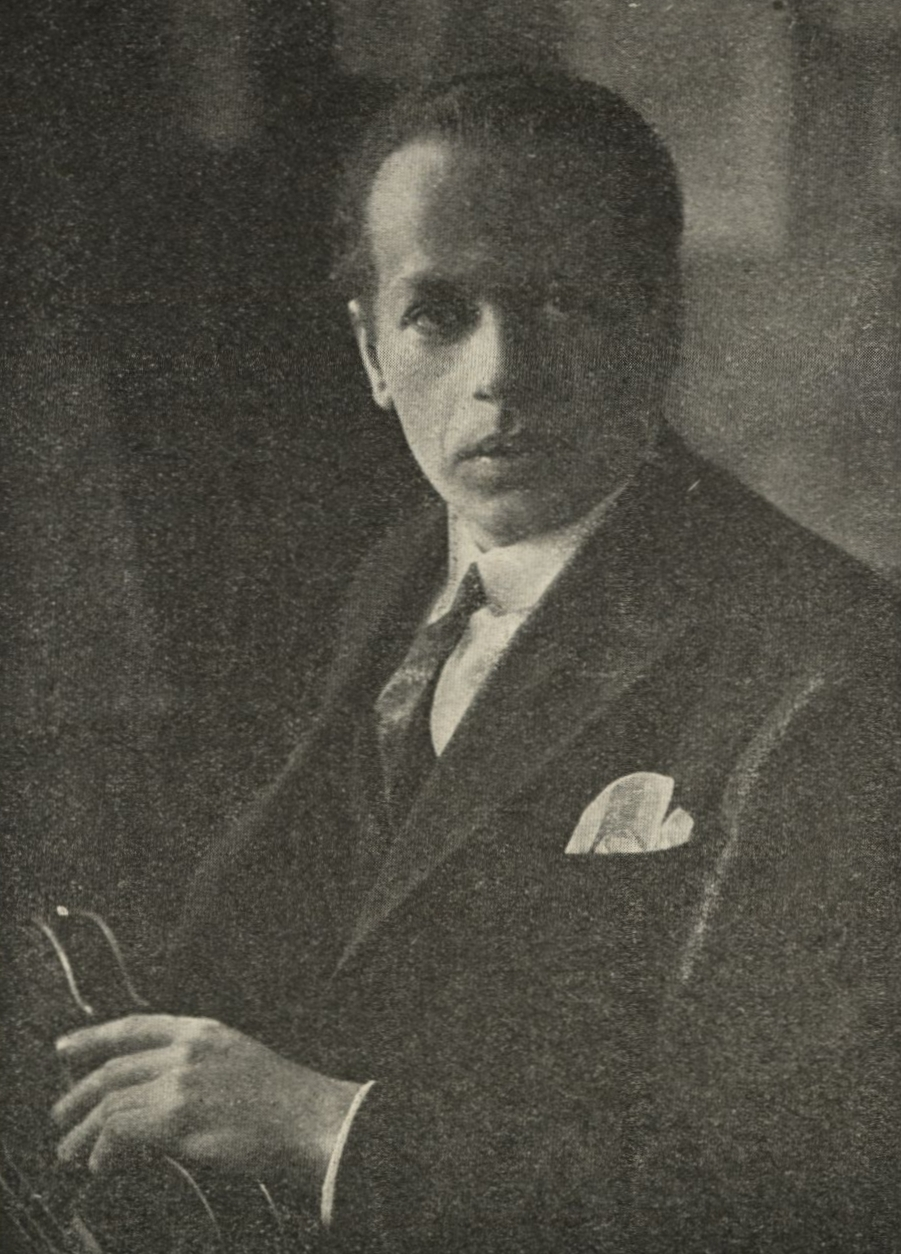
Hugo Gottesmann

Le Quatuor Busch est un quatuor à cordes autrichien fondé en 1913 par Adolf Busch et dissous en 1952.

## Histoire

### Prologue
À l'été 1912, le poste de premier violon solo du Wiener Konzertvereinsorchester (Orchestre de la Société des Concerts de Vienne, maintenant appelé Orchestre Symphonique de Vienne) est vacante. Adolf Busch, violoniste et compositeur allemand âgé de 21 ans, est chaudement recommandé, entre autres, par le 1er alto Karl Doktor et le 1er violoncelle Paul Grümmer de l'orchestre. Après la nomination de Busch, Ferdinand Löwe, patron de l'orchestre, et les directeurs du nouveau Konzerthaus (Salle des Concerts) souhaitent créer un quatuor à cordes formé des premiers pupitres de l'orchestre. Ce projet s'accorde avec le désir de Busch lui-même, qui projetait la formation d'un quatuor. Busch accepte Karl Doktor et Paul Grümmer comme partenaires, mais impose Fritz Rothschild au 2e violon. Après d'intenses répétitions, le Wiener Konzertvereinsquartett (Quatuor de la Société des Concerts de Vienne) donne son premier concert (un concert privé) le 25 mai 1913, dans un programme Haydn à Eisenstadt. Le début officiel a lieu le 3 août 1913 au festival de Salzbourg avec le quatuor en fa majeur op.59/1 de Beethoven et celui en la mineur, op.41/1 de Schumann. Le succès est immédiat, des critiques invoquent le souvenir du quatuor Joachim. Peu avant l'éclatement de la guerre, Fritz Rothschild est remercié; Doktor est appelé sous les drapeaux au début de l'année 1915. Un an plus tard, Emil Hauser, deuxième violon remplaçant, est à son tour mobilisé. Busch et Grümmer, inaptes au service militaire, continuent, avec des partenaires tournants, à jouer jusqu'à la fin de la saison 1916/7.

### Premières années
Le 27 mai 1919 le Quatuor Busch est fondé à Berlin, où Adolf Busch est professeur à la Hochschule (École Supérieure de Musique). Paul Grümmer conserve le violoncelle, mais, Karl Doktor n'étant pas encore démobilisé, le jeune compositeur et chef d'orchestre Emil Bohnke le remplace à l'alto. Karl Reitz, ami et collègue des quatuors d'étudiants de Busch à Cologne, spécialiste de l'alto, occupe temporairement le poste de deuxième violon. Le groupe démarre les répétitions le 1er juillet et fait ses débuts le 21 octobre à Düsseldorf; la même année le quatuor Busch joue à Cologne, Bonn, Breslau et Francfort. La saison suivante le quatuor donne le premier de ses nombreux cycles Beethoven, commençant symboliquement à Bonn, ville natale du compositeur. À l'époque, Reitz et Bohnke ont quitté l'ensemble, remplacés par le Suédois Gösta Andreasson, élève de Busch, au deuxième violon, et l'altiste Ernst Groell. 
À la fin novembre 1920, visitant Vienne pour une série de concerts, Busch et Andreasson répètent avec Doktor et Grümmer, et le 6 décembre le Quatuor Busch, avec Doktor, de retour dans le groupe, entreprend une tournée aux Pays-Bas, inaugurée dans la Petite Salle du Concertgebouw d'Amsterdam. Le premier programme de ce qui est la formation standard du quatuor Busch des années 1920, comportant des œuvres de Mozart, Reger et Beethoven, est accueilli par une ovation. Au début de 1921, le quatuor fait son premier tour d'Italie.

### Apothéose
Malgré l'excellence de beaucoup de quatuors (Amar, Deman, Dresde,  Gewandhaus, Guarneri, Gürzenich, Havemann, Klingler, Wendling) le quatuor Busch s'impose comme le meilleur dans l'Allemagne de l'entre-deux-guerres. Les quatre instrumentistes sont aussi des solistes de plein droit, jouant sonates et concertos sur les grandes scènes, avec des cachets importants.
Au cours des années 1920, le Quatuor Busch acquiert progressivement la réputation d'être le meilleur quatuor en Europe et dans le monde. Pour les amateurs européens de musique de chambre une aura mystique entoure les concerts du Quatuor Busch ; pour certains, comme Isaiah Berlin, leurs exécutions ont une force philosophique, bien au-delà des pures considérations musicales. Ils obtiennent un grand succès en Italie où ils font au moins une tournée par an ; ils jouent Schubert pour Eleonora Duse, Dvořák pour Maxime Gorki et Beethoven pour Arturo Toscanini ; ils donnent un concert pour le pape Pie XI. Ils jouent souvent en Allemagne, Autriche, Suisse et aux Pays-Bas et parcourent toute l'Europe. L'un de leurs admirateurs les plus enthousiastes à Berlin est Albert Einstein, qui ne rate jamais leurs concerts.
Des tensions avec Paul Grümmer amènent le quatuor à changer de violoncelliste : à l'été 1930, Herman (né Hermann) Busch, jeune frère d'Adolf rejoint le quatuor et la période la plus florissante de la formation commence. Le 24 octobre 1930, ils font leurs débuts en Grande-Bretagne, à Oxford. En septembre 1932, ils débutent une série d'enregistrements pour HMV (His Master's Voice) dans les studios d'Abbey Road à Londres, des enregistrements qui n'ont jamais quitté les catalogues. Bientôt le Quatuor Busch devient virtuellement une institution à Londres. Ses récitals drainent des célébrités, tels Samuel Beckett, Leonard et Virginia Woolf, Victor Gollancz et Michael Tippett.

### Années de guerre
Adolf et Frieda Busch s'installent à Bâle dès 1927, en raison de la montée du Nazisme. L'arrivée de Hitler au pouvoir en 1933 est une dure épreuve pour les quatre hommes. Le 1er avril, jour du boycott nazi visant les professions libérales et les commerces juifs, ils jouent Les Sept dernières Paroles du Christ de Haydn, dans une église de Berlin et décident unanimement de ne plus jouer dans l'Allemagne nazie. Deux semaines plus tard, ils partent pour une brève tournée américaine, faisant leurs débuts au festival de musique de chambre Coolidge, à la Bibliothèque du Congrès (Library of Congress). À leur retour, Andreasson et Herman Busch s'installent également à Bâle. Après cela, les activités du quatuor sont surtout confinées à la Grande-Bretagne, l'Autriche, l'Italie et la Suisse.
À Vienne, le quatuor est, de facto, en résidence au Konzerthaus depuis 1919. Il donne régulièrement des concerts dans la salle dite Mozartsaal, mais avec la montée du nazisme dans la ville, le quatuor, à partir de 1935 s'abstient. À partir de 1938, avec l'Anschluss (annexion) de l'Autriche et l'adoption de lois anti-juives en Italie, le quatuor boycotte officiellement ces deux pays. Les quatre instrumentistes deviennent leaders des sections de cordes de l'orchestre d'élite du Festival de Lucerne, en 1938 et 1939, année où ils voyagent aux États-Unis, donnant quatre concerts - comportant chacun l'un des derniers quatuors de Beethoven - dans la salle de musique de chambre du Carnegie Hall de New-York. Le succès remporté est un facteur important dans la décision d'Adolf Busch d'émigrer dans ce pays, lorsque la guerre éclate, car la tentative du groupe de s'installer en Grande-Bretagne échoue. Les quatre se retrouvent à New York en juin 1940, mais une crise cardiaque d'Adolf Busch, plus tard dans l'année, force ses collègues à prendre des engagements auprès d'orchestres et à enseigner. Ils reprennent leurs activités de concert et d'enregistrement en 1941. Durant la saison 1943-44, Doktor, souffrant, est remplacé par Lotte Hammerschlag, née à Vienne, seule femme à avoir fait partie du quatuor. Les obligations d'enseignement d'Andreasson et les maladies de Doktor et de Frieda Busch provoquent l'interruption des activités en 1944.

### Après-guerre et la dissolution
En 1946, Adolf et Herman Busch fondent un nouveau quatuor Busch avec Ernest Drucker (père du futur violoniste Eugene Drucker du quatuor Emerson) comme second violon et Hugo Gottesmann à l'alto. Ils démarrent - c'est leur premier contrat - avec un cycle Beethoven au Metropolitan Museum à New-York. En 1947, malgré la mauvaise santé d'Adolf Busch, ils font une tournée triomphale en Grande-Bretagne, retrouvent la Suisse et l'Italie, avant de visiter l'Islande. À l'été, Drucker quitte le quatuor pour des raisons familiales. Vers la fin de l'année, Bruno Straumann le remplace et l'ensemble donne un concert à New-York, avec Rudolf Serkin au piano. Ensuite, leurs activités se partagent entre les États-Unis et l'Europe, avec des apparitions aux festivals de Strasbourg et d’Édimbourg, en 1949. Une tournée européenne doit être annulée au début 1950 en raison de la maladie d'Adolf Busch, mais en septembre le quatuor fait une tournée en Amérique du Sud. En janvier 1951, ils font un émouvant retour en Allemagne, donnant vingt concerts en un mois ; ils jouent également à Bâle. Leurs derniers cycles Beethoven suivent en avril et mai 1951, en Italie et en Angleterre. Ils terminent leur carrière comme ils l'avaient commencée 38 ans plus tôt, en jouant un quatuor de Haydn dans la maison d'amis anglais. Il y eut cependant une coda : un unique concert dans le Vermont (États-Unis), pour lequel Philipp Naegele remplaça Gottesmann. Une tournée en Allemagne, planifiée pour 1952, est annulée en raison de la maladie, puis de la retraite d'Adolf Busch. Sa mort, le 9 juin 1952 à Guildford, dans le Vermont, met un terme définitif à l'activité de l'un des meilleurs quatuors de tous les temps.

## Membres principaux

### Premier violon
- Adolf Busch (1913 - 1914,1919 - 1952). Il a joué deux Stradivari, "Le Stucki" de 1716 et "Le Wiener" de 1732[1].

### Deuxième violon
- Fritz Rothschild (1913 - 1914)
- Karl Reitz (1919 - 1921)
- Gösta Andreasson (1921 - 1945)
- Ernest Drucker (1946)
- Bruno Straumann (1946 - 1952)

### Alto
- Karl Doktor (1913 - 1914)
- Emil Bohnke (1919 - 1921)
- Karl Doktor (1921 - 1945)
- Hugo Gottesmann (1946 - 1952)

### Violoncelle
- Paul Grümmer (1913 - 1914, 1919 - 1930)
- Hermann Busch (1930 - 1952)

## Enregistrements en studio

### Ludwig van Beethoven
- Quatuor n° 1 en fa majeur, op. 18/1, enregistré à Londres le 11 novembre 1933 (EMI 2B 5430-35 ; HMV DB 2102-4)
- Quatuor n° 7 en fa majeur, op. 59/1, enregistré à Londres les 15 et 25 mai 1942 (Victor Recordings)
- Quatuor n° 8 en mi mineur, op. 59/2, enregistré à Londres les 28 et 29 mai 1941 (Victor Recordings)
- Quatuor n° 9 en ut majeur, op. 59/3, enregistré à Londres les 10 et 16 novembre 1933 (EMI 2B 5418-25 ; HMV DB 2109-12)
- Quatuor n° 11 en fa mineur, op. 95, enregistré à Londres les 19 et 20 septembre 1932 (EMI 2B 3866-7/3870-71 ; HMV DB 1799-1800)
- Quatuor n° 12 en mi-bémol majeur, op.127, enregistré le 2 septembre et les 16, 17 et 26 octobre 1936 (EMI 2EA 4401-4407/4410-12 ; HMV DB 3044-48)
- Quatuor n° 13 en si majeur, op. 130, enregistré les 13 et 16 juin 1941
- Grande Fugue, op. 133
- Quatuor n° 14 ut-dièse mineur op. 131, enregistré le 2 mars 1936 (EMI 2EA 3120-29 ; HMV DB 2810-14)
- Quatuor n° 15 en la mineur, op. 132, enregistré le 7 octobre 1937 (EMI 2EA 5471-76 ; HMV 3375-79 & DBS 3380)
- Quatuor n° 16 en fa majeur, op. 135, enregistré le 13 septembre 1933 (EMI 2B 5436-43 ; HMV DB 2113-16)

### Johannes Brahms
- Quatuor n° 1 en ut mineur, op. 51/1, enregistré les 19 et 23 septembre 1932 (EMI 2B 3858-65 ; DB 1807-10)
- Quatuor n° 3 en si majeur, op. 67, enregistré les 17 et 21 mai 1949 (CAX 10511-19 ; LX 1262-5 & LXS 1266)
- Quatuor avec piano n° 1 en sol mineur, op. 25, enregistré les 25 et 26 mai 1949 (CAX 10520-29 ; LX 1217-21) ; avec Rudolf Serkin
- Quatuor avec piano n° 2 la majeur, op. 26, enregistré le 21 septembre 1921 (EMI 2B 3876-83 ; HMV DB 1849-52) ; avec Rudolf Serkin
- Quintette avec piano, en fa mineur, op. 34, enregistré le 13 octobre 1938 (EMI 2EA 6735-44 ; HMV 3694-8) ; avec Rudolf Serkin
- Quintette avec clarinette en si mineur, op. 115, enregistré le 10 octobre 1937 (EMI 2EA 5488-95 ; DB 3383-6) ; avec Reginald Kell

### Franz Schubert
- Quatuor n° 8, en si majeur, D. 112, enregistré le 5 mai 1931 (EMI 2EA 7103-6/7210-11 ; HMV DB 3737-9)
- Quatuor n° 14, en ré mineur, D. 810 « Der Tod und das Mädchen », enregistré le 16 octobre 1936 (EMI 2EA 3792-9 ; HMV DB 3037-40)
- Quatuor n° 15, en sol majeur, D. 887, enregistré les 22 et 30 novembre 1938 (EMI 2EA 7128-37 ; HMV DB 3744-48)

## Enregistrements publics
- Johannes Brahms, Sextuor n° 1, op. 18, enregistré le 13 juin 1949 au festival de Strasbourg, Music & Arts
- Félix Mendelssohn, Capriccio op. 81/3, enregistré le 11 juin 1949 au festival de Strasbourg, Music & Arts